# Pucusula
Pucusula es un centro poblado peruano ubicado en el distrito de La Huaca, perteneciente a la provincia de Paita del departamento de Piura, al norte del Perú. 

## Ubicación
Pucusula se ubica al norte de la provincia de Paita, en el distrito de La Huaca, en el departamento de Piura. 

## Demografía
En 2017 Pucusula tenía una población de 352 habitantes.